# Polia malchani
Polia malchani là một loài bướm đêm trong họ Noctuidae.